# 38962 Чувінґунґ
38962 Чувінґунґ (38962 Chuwinghung) — астероїд головного поясу, відкритий 5 жовтня 2000 року.
Тіссеранів параметр щодо Юпітера — 3,285.